# Саласпилс (мемориальный ансамбль)
Саласпилсский мемориальный ансамбль — памятный комплекс жертвам нацизма; «Дорога страданий» с символическими бетонными статуями и группами. Находится на месте бывшего нацистского концлагеря. Работы были начаты в 1961 году, открыт в 1967 году. Общая площадь 25 гектаров. Под траурными плитами находится земля, собранная из 23 подобных концлагерей, действовавших на территории Латвии в годы немецкой оккупации.

## Авторы
Архитекторы:
- Г. К. Асарис
- О. Остенбергс
- И. Страутманис
- О. Закаменный
- А. Паперно[3]
- Г. Минц
- М. Гундарс

Скульпторы:
- Л. Буковский
- О. Скарайнис
- Я. Зариньш
- Э. Неизвестный[3]

## Композиция
Первое, что предстаёт перед глазами — массивная асимметричная бетонная стена, с узким вырезом входа. На ней надпись на латышском языке: «Aiz šiem vārtiem vaid zeme» (рус. За этими воротами стонет земля) — строчка из стихотворения Эйжена Вевериса, который был узником лагеря. Это ворота жизни и смерти. Далее взгляду открывается большое поле, окаймлённое сосновым и берёзовым лесом. На нём семь фигур, отлитых из грубого, галечного бетона. Каждая из фигур — аллегория, в которую авторы вложили образ мучеников лагеря. У каждой есть своё имя:
- «Несломленный»
- «Униженная»
- «Протест»
- «Клятва»
- «Рот Фронт!»
- «Солидарность»
- «Мать»

Фигуры угловаты и шероховаты от фактуры материала. Они стоят прямо на земле, без всякого постамента. Пропорции выверены идеально. По краям, на месте сожжённых гитлеровцами бараков, — стилизованные бетонные глыбы. В зарешеченных вставках люди оставляют цветы, а на месте детского барака лежат принесённые игрушки.
Звучит метроном, отбивающий ритм сердца. По краям поля на бетонных кубах выбиты надписи на русском и латышском языках:

Здесь людей казнили за то, что они были невиновны…
Здесь людей казнили за то, что каждый из них был человеком и любил Родину.

Поле замыкает круговая дорога — «дорога жизни», один из главных элементов ансамбля.

## Признание
- В 1970 году коллектив авторов мемориального ансамбля был удостоен Ленинской премии.
- В 1973 году «Поющие гитары» исполнили песню Саласпилс[4] (музыка А. Тимошенко, Э. Кузинер, слова Яков Голяков).
- В конце 1970-х на территории памятного комплекса была снята советская антивоенная песня Муслима Магомаева Бухенвальдский набат[5].
- Мемориал включён в Культурный канон Латвии[6].

## Галерея

Знак у автодороги А6
Вид с главного входа
Внешний вид мемориала
Внутренний вид мемориала
«Несломленный»
«Рот фронт!»
«Мать»
«Униженная»
Мемориальная надпись по-русски
Мемориальная надпись по-латышски
Игрушки на месте детского барака
Дата освобождения - 12 октября 1944
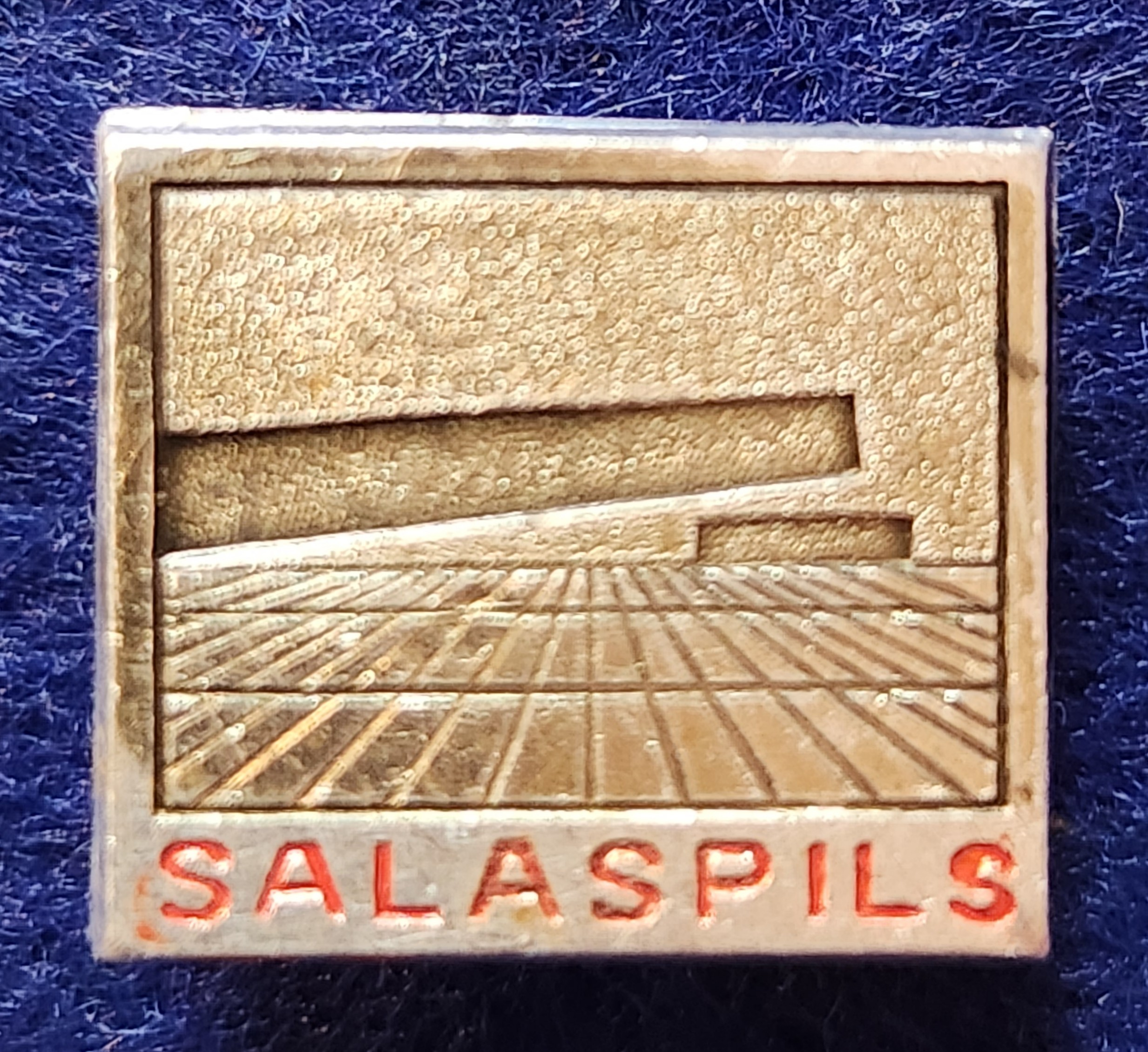
SALASPILS Саласпилсский мемориальный ансамбль 1967 значок